# You Bet Your Life
You Bet Your Life är en amerikansk frågesport som sänts både i radio och på TV. Värd för programmet var Groucho Marx och programpresentatör och assistent var George Fenneman. Programmet hade premiär i radio den 27 oktober 1947 och den 4 oktober 1950 fick det TV-premiär på NBC, serien sändes även fortsatt parallellt i radio. Den 10 juni 1960 sändes det sista avsnittet i radio. TV-serien döptes då om till The Groucho Show och sändes ytterligare ett år innan även den lades ned 1961. 
Frågesporten var en del av programformatet men var sekundär till samspelet mellan Groucho och de tävlande, samt emellanåt Fenneman. Groucho Marx intervjuer med de tävlande var improviserade liksom skämten som uppkom därav och Marx insisterade på att varje avsnitt skulle filmas och redigeras innan det sändes, för att ha möjligheten att klippa bort mindre intressant material. 
You Bet Your Life erhöll en Peabody Award 1948 och valdes in i Radio Hall of Fame 1988. 
Försök har gjorts att återuppliva serien, 1980 med Buddy Hackett som värd och 1992 med Bill Cosby, men försöken blev kortlivade.

## Tävlande
Ibland var intervjuerna så minnesvärda att de tävlande därefter blev kändisar, däribland: Phyllis Diller, Ray Bradbury, Harland Sanders, Daws Butler och Omar Bradley. Ibland medverkade även kända personer, ofta till förmån för något välgörande ändamål såsom: Frankie Avalon, Tor Johnson, Ernie Kovacs, Liberace och Johnny Weissmuller, även Harpo Marx medverkade vid ett tillfälle.